# Larvamima
Famille
Genre
Larvamima est le seul genre d'acariens Mesostigmata de la famille des Larvamimidae avec quatre espèces.

## Espèces
- Larvamima marianae Elzinga, 1993
- Larvamima carli Elzinga, 1993]
- Larvamima cristata Elzinga, 1993
- Larvamima schneirlai Elzinga, 1993